# Gonatorrhodum speciosum
Gonatorrhodum speciosum är en svampart som beskrevs av Corda 1839. Gonatorrhodum speciosum ingår i släktet Gonatorrhodum, divisionen sporsäcksvampar och riket svampar.   Inga underarter finns listade i Catalogue of Life.